# Copa de la Reina de Baloncesto 2006
La Copa de la Reina de Baloncesto 2006 corresponde a la 44ª edición de dicho torneo. Se celebró entre el 6 y el 8 de enero de 2006 en el Palacio de los Deportes de León. El campeón de Copa accede a disputar la Supercopa contra el campeón de Liga.

## Equipos clasificados
El formato de competición es el mismo que la temporada anterior. Se juega en León, ejerciendo como anfitrión el Acis Incosa León, que participa junto a los siete mejores del resto del equipos al final de la primera vuelta de la Liga Femenina. El campeón se clasifica para la Copa Europea Femenina de la FIBA 2006-07.
| Pos. | Equipo                                  | PJ | G  | P | PF   | PC  | DP   | Pts | Clasificación    |
| ---- | --------------------------------------- | -- | -- | - | ---- | --- | ---- | --- | ---------------- |
| 1    | Hondarribia-Irún                        | 13 | 11 | 2 | 831  | 752 | +79  | 24  | Cabezas de serie |
| 2    | Universitat de Barcelona / FC Barcelona | 13 | 10 | 3 | 1005 | 822 | +183 | 23  | Cabezas de serie |
| 3    | Ros Casares Valencia                    | 13 | 10 | 3 | 875  | 751 | +124 | 23  | Cabezas de serie |
| 4    | Perfumerías Avenida                     | 13 | 10 | 3 | 872  | 751 | +121 | 23  | Cabezas de serie |
| 5    | Acis Incosa León (H)                    | 13 | 8  | 5 | 845  | 813 | +32  | 21  |                  |
| 6    | CajaCanarias                            | 13 | 7  | 6 | 877  | 841 | +36  | 20  |                  |
| 7    | Arranz-Jopisa Burgos                    | 13 | 7  | 6 | 797  | 782 | +15  | 20  |                  |
| 8    | Yaya María-Porta XI                     | 13 | 6  | 7 | 843  | 865 | −22  | 19  |                  |

 Fuente: Liga Femenina

## Fase final
|  | Cuartos de final     | Cuartos de final |                      |                  | Semifinales | Semifinales |  |                     | Final      | Final      |  |
|  | 6 de enero           | 6 de enero       |                      |                  | 7 de enero  | 7 de enero  |  |                     | 8 de enero | 8 de enero |  |
|  |                      |                  |                      |                  |             |             |  |                     |            |            |  |
|  |                      |                  |                      |                  |             |             |  |                     |            |            |  |
|  | Hondarribia-Irún     | 66               |                      |                  |             |             |  |                     |            |            |  |
|  | Hondarribia-Irún     | 66               |                      |                  |             |             |  |                     |            |            |  |
|  | Arranz-Jopisa Burgos | 62               |                      |                  |             |             |  |                     |            |            |  |
|  | Arranz-Jopisa Burgos | 62               |                      | Hondarribia-Irún | 50          |             |  |                     |            |            |  |
|  |                      |                  |                      | Hondarribia-Irún | 50          |             |  |                     |            |            |  |
|  |                      |                  | Perfumerías Avenida  | 63               |             |             |  |                     |            |            |  |
|  | Perfumerías Avenida  | 71               | Perfumerías Avenida  | 63               |             |             |  |                     |            |            |  |
|  | Perfumerías Avenida  | 71               |                      |                  |             |             |  |                     |            |            |  |
|  | CajaCanarias         | 55               |                      |                  |             |             |  |                     |            |            |  |
|  | CajaCanarias         | 55               |                      |                  |             |             |  | Perfumerías Avenida | 67         |            |  |
|  |                      |                  |                      |                  |             |             |  | Perfumerías Avenida | 67         |            |  |
|  |                      |                  | Ros Casares Valencia | 60               |             |             |  |                     |            |            |  |
|  | UB–FC Barcelona      | 90               | Ros Casares Valencia | 60               |             |             |  |                     |            |            |  |
|  | UB–FC Barcelona      | 90               |                      |                  |             |             |  |                     |            |            |  |
|  | Yaya María-Porta XI  | 56               |                      |                  |             |             |  |                     |            |            |  |
|  | Yaya María-Porta XI  | 56               |                      | UB–FC Barcelona  | 68          |             |  |                     |            |            |  |
|  |                      |                  |                      | UB–FC Barcelona  | 68          |             |  |                     |            |            |  |
|  |                      |                  | Ros Casares Valencia | 71               |             |             |  |                     |            |            |  |
|  | Ros Casares Valencia | 74               | Ros Casares Valencia | 71               |             |             |  |                     |            |            |  |
|  | Ros Casares Valencia | 74               |                      |                  |             |             |  |                     |            |            |  |
|  | Acis Incosa León     | 68               |                      |                  |             |             |  |                     |            |            |  |
|  | Acis Incosa León     | 68               |                      |                  |             |             |  |                     |            |            |  |
|  |                      |                  |                      |                  |             |             |  |                     |            |            |  |

### Final
| 8 de enero de 2006 | Perfumerías Avenida | 67–60                                 | Ros Casares Valencia                                                                           | León |  |
| 16:00              | Parciales: 18–18, 12–13, 16–15, 21–14                                                                                    | Parciales: 18–18, 12–13, 16–15, 21–14 | Parciales: 18–18, 12–13, 16–15, 21–14                                                          | |  |
|                    | Estadísticas Kelly Marie Schumacher, Elena Tornikidou 14 Elena Tornikidou 8 Elena Tornikidou 5 Kelly Marie Schumacher 17 | Reporte Pts Reb Asts Val              | Estadísticas Alessandra Santos de Oliveira 14 Nicole Antibe 8 Nicole Antibe 4 Nicole Antibe 13 | Pabellón: Palacio de los Deportes Asistencia: 4,000 espectadores Árbitros: Germán Morales, Juan Carlos Soto |  |

| Ganadoras de la Copa de la Reina 2005-06 |
| ---------------------------------------- |
| Perfumerías Avenida 2º título            |